# Рахи
Рахи (грч. Ράχη) је насељено место у општини Бер у периферији Средишња Македонија, Грчка. Према попису из 2021. године било је 616 становника.
Према бугарском географу и историчару, Василу Канчову, у Рахију је 1900. године живело 150 Грка хришћана. После 1920. године насељено је 47 грчких избегличких породица из Турске, укупно 164 особа. Село се раније звало Рахово.